# Insel der Eroberer
Insel der Eroberer ist eine Sammlung von Science-Fiction-Kurzgeschichten und -Erzählungen des US-amerikanischen Schriftstellers Nelson Bond, die 1954 beim US-amerikanischen Comic- und Taschenbuchverlag Avon Publishers unter dem Titel No Time like the Future erschien. Die Sammlung ist 1964 unter dem Titel Insel der Eroberer in der deutschen Übersetzung durch Susi-Maria Roediger mit dem Untertitel Die besten Science-Fiction Stories von Nelson Bond im Wilhelm-Heyne-Verlag erschienen.
Die Sammlung enthält die Werke Insel der Eroberer (engl. Originaltitel: Conqueror's Isle), Jona und das U-Boot (engl.: Uncommon Castaway), Die Bestien von Kios (engl.: The Cunning of the Beast), Außenposten Venus (engl.: The Last Outpost), Der Vogel von den Sternen (engl.: And lo! the Bird) und Nur eine Handvoll Asche (engl.: The World of William Gresham).

## Handlung der Erzählungen

### Insel der Eroberer
Der promovierte amerikanische Leutnant Joseph Travers Brady berichtet seinem Arzt, dem Korvettenkapitän Dr. Gorham, von den bedrückenden Erlebnissen, die er während des Zweiten Weltkrieges als Flieger im Pazifik durchgemacht hat. Er gerät im Südchinesischen Meer mit seinen Leuten bei bestem Wetter in einen Taifun. Dieser hört genauso plötzlich wieder auf, wie er hereingebrochen ist. Brady hat die Orientierung verloren und unternimmt mit der Ardent Alice wegen Treibstoffmangels eine Notlandung auf dem Strand einer von Regenwald überwucherten Insel. Unbewaffnete weiße Männer treten nach wenigen Minuten unter den Bäumen hervor und empfangen die Soldaten hilfsbereit in englischer Sprache.
Das Funkgerät hat allerdings den Dienst versagt, als man die Insel gesichtet hat, und Dr. Grove, der Anführer der Inselbewohner, weicht dem durch Brady geäußerten Anliegen aus, seinen Kameraden mitzuteilen, wo er sich befindet. Grove besteht darauf, dass man einen Lift besteige, der von einem gut getarnten Beton-Unterstand in die Erde führt. Die Waffen der Amerikaner funktionieren nicht mehr; Grove lähmt sie mit der Hilfe einer zierlichen Röhre in einem Strahlenkegel, der für die Sinne lediglich als ein silbriger Schein hervortritt und Brady wie ein Meer von Mondstrahlen oder Spinnenweben vorkommt. Die Wahrnehmungsfähigkeit der Amerikaner wird nicht beeinträchtigt.
Man trägt sie unter die Erde und durch ein Netz steril wirkender Gänge in langsam sich verdunkelnde Kammern, in denen sie in Schlaf sinken. Brady staunt über die unerwarteten Verhältnisse in seiner Umgebung, die keine Schatten und Echos kennt und in der plötzlich mitten durch die dicke Metallwand hindurch Dr. Grove wieder zu ihm hereintritt. Grove erzählt seinem Gefangenen, er gehöre einer Schar biologisch mutierter Menschen an, deren Erste sich schon von klein auf als etwas Besonderes empfunden haben. Er und seine Leidensgenossen erkennen sich dank eines nur ihnen eigenen telepathischen Fühlungsvermögens über große Entfernungen hinweg. Sie haben sich schon vor langer Zeit auf der Insel von der übrigen Menschheit abgeschottet, vermehren sich dort und ziehen aus der ganzen Welt diejenigen zu sich, die so sind wie sie. In den unterirdischen Metallzellen halten sie so human, wie sie es schaffen, über zweihundert gewöhnliche Menschen zurück, die auf der Insel gestrandet sind, darunter mehrere berühmte Verschollene. In ihrer Geschicklichkeit und ihrer geistigen Kraft haben sie ganz und gar eine höhere Ebene erstiegen; ihre Natur sind Sanftmut und Freundlichkeit. Sie bereiten ihre Machtübernahme vor, und ein kleiner Teil von ihnen hat deshalb die Insel verlassen und sich als Politiker und Ähnliches in wichtige Positionen begeben.
Brady gelingt die Flucht von der Insel nur, weil auch Dr. Grove von seiner Natur her besonders arglos gewesen ist. Er fleht Dr. Gorham an, ihm zu glauben, damit die Insel der Eroberer durch eine Atombombe zerstört werden könne.
Der Doktor hört sich Bradys Bericht aufmerksam an und unterbricht ihn immer wieder mit seinen Fragen, wenn etwas besonders Unwahrscheinliches zur Sprache kommt. Er verabschiedet sich freundlich von Brady, äußert aber seinen Kollegen gegenüber, dass dieser wegen deutlich zutage liegenden Verfolgungswahnes wohl noch lange und vielleicht bis zu seinem Tode in der Klinik werde bleiben müssen. Und da er in Eile ist, tritt der Psychiater, als niemand ihn beobachtet, ruhigen Schrittes durch die Wand auf die Straße hinaus, an der er sein Auto abgestellt hat.

### Jona und das U-Boot
Das U-Boot Grampus (d. h. Mordwal, eine Art Delphin) des amerikanischen Funkers Jakob Levine sinkt im Zweiten Weltkrieg unter deutschem Beschuss vor dem Hafen von Alexandria auf Grund und erleidet dabei eine Störung seiner elektrischen Anlage, die den Ingenieuren an Bord rätselhaft erscheint. Es gelingt aber, den Schaden zu beheben. Man taucht wieder auf, hält nach freundlichen Fahrzeugen Ausschau und entdeckt einen Schiffbrüchigen. Dieser bemerkt das Boot erst seltsam spät. Es jagt ihm Angst ein, und man sieht in ihm deshalb einen Feind und nimmt ihn gefangen. Der neue Passagier spricht zum Erstaunen der Besatzung Hebräisch. Er verhält sich wie ein verwirrter Fanatiker und gibt an, von dem Handelsschiff Kriegskönig zu kommen, das mit einer Ladung Salz, Wein und Leinenwaren von der Stadt Japho her unterwegs gewesen sei. Der Kapitän der Grampus findet dabei nichts weiter und wundert sich nur ein wenig über die Behauptung des Fremden, sein Schiff stamme aus Tarsis, da er diesen Namen nicht mit einem Seehafen in Verbindung bringen kann. Man tauft den Fremden in Anklang an seinen langen und komplizierten Namen Johnny und handelt ihn als harmlos.
Levine empfängt mit seinen rundum überholten Geräten nur atmosphärische Störungen, aber keine Sendungen und kann sich deshalb auch nicht in Larnaca, dem Zielhafen der Grampus auf Zypern, nach der Kriegskönig erkundigen.
Mit Johnny holen die unterschiedlichsten Schwierigkeiten die Grampus ein. Zwei Leute verletzen sich in seiner Nähe. Der Sextant scheint defekt zu sein: man findet sich auf Zypern nicht, wie erwartet, im Kriegshafen von Larnaca, sondern in einer verlassenen Bucht mit ein paar baufälligen Fischerhütten wieder. Die elektrische Leitung und die Generatoren gehen erneut kaputt, das Schiff leckt und wird darüber hinaus von einer Unzahl weiterer kleinerer Pannen heimgesucht. Man erklärt Johnny den Namen des Schiffs, führt ihm zu seinem Entsetzen und zu seiner großen Verwirrung das Geschütz vor und bestätigt ihm, dass man gegen die Bösen kämpfe.
Als man endlich das libanesische Festland erreicht, zeigt sich zwischen den zerreißenden Wolken zunächst wieder nur eine unscheinbare Siedlung. Man setzt Johnny mit einem Schlauchboot an Land und schärft ihm ein, dass er über seine Beobachtungen nichts erzählen dürfe.
Ein Blitz verwandelt das Öl, mit dem man für Johnny die Wasseroberfläche geglättet hat, in ein Flammenmeer. Ein unwirkliches Sinnenspiel lähmt bei Levine für kurze Zeit die Atmung und die Motorik. Plötzlich erscheint im Periskop der Hafen von Beirut, den man zu erreichen gehofft hat.
Der Alte, wie die Besatzung den Kapitän nennt, hat schon während des Geschehenden angedeutet, dass Ungewöhnliches im Bereich der Unschärfe gewisser physikalischer Erscheinungen vorgehen könnte. Nur den Funker Levine weiht er jetzt in seine Theorie ein. Man habe womöglich nicht nur Irrtümer und Luftspiegelungen erlebt; die Elektrizität könne irgendwie mit der Zeit im Zusammenhang stehen und die Grampus samt ihrer Mannschaft für drei Tage in die Vergangenheit zurückverpflanzt worden sein. Er zitiert aus Jona 1,3, wie der Prophet von Japho nach Tarsis aufgebrochen und ihm das Unheil gefolgt sei, wohin er sich auch wandte.

### Die Bestien von Kios
Die Bewohner des Planeten Kios umgeben sich mit Metallgehäusen, die alle körperlichen Funktionen für sie übernehmen. Das schützt sie eher unzulänglich vor den ätzenden Regengüssen, die bei ihnen niedergehen können. Eines Nachts verendet Nesro, ein Freund des Berichtenden und des Doktors Yawa Eloem, samt seinem frisch überholten Gehäuse im Regen. Yawa Eloem beschließt daraufhin, aus den Luftatmern, den Tieren der kiosanischen Wälder, ein dienstbares Wesen herzustellen, das sich der Natur geschmeidiger anpasst. Er legt in einem Raum seines Anwesens einen Park mit einer vielfältigen Fauna an und setzt in ihm einen manipulierten Luftatmer aus, der den Formen der bekannten Metallgehäuse angepasst ist und auf zwei Beinen geht. Das Geschöpf fühlt sich einsam und äußert seine Sehnsucht nach einem Gefährten. Der Große Rat zeigt sich Eloems Bemühen gegenüber zurückhaltend aufgeschlossen, bezweifelt aber, dass einem kreatürlichen Körper eine Seele innewohnen könne. Der Doktor hat inzwischen Versuche mit einer ersten Gefährtin abgebrochen, die seiner Schöpfung zu ähnlich gewesen ist und nur mit ihr gespielt hat. Eine zweite Gefährtin hat er etwas kleiner und zarter als die männliche Kreatur geschaffen. Diese neue Tochter seiner Kunst lacht über ihre Vorgängerin, ist tiefer in ihre animalischen Instinkte verwickelt und treibt ihren Freund zur Arbeit an. Sie setzt sich mit ihm über das Verbot hinweg, sich in die wissenschaftliche Tätigkeit des Doktors zu mischen. Die beiden sprengen zwei private Gebäude und dasjenige des Großen Rates. Zum Verhör durch Eloem erscheinen sie in Metallgehäusen, die sie sich selbst gebaut haben. Die männliche Kreatur gibt der weiblichen die Schuld, und diese gesteht, ihren Freund bei seinem verbotenen Tun angeleitet zu haben. Der Rat darf beseelte Wesen nicht töten. In der Auflehnung sieht er aber den Nachweis einer Seele. Er setzt Eloems Kreaturen deshalb in ein Raumschiff, mit dem sie sich einen möglichst weit entfernten Planeten als ihre neue Heimat suchen sollen. Der Erzähler verteidigt den Doktor Eloem gegen den Vorwurf des Verrats; er habe es nur mit Mächten aufgenommen, die zu groß für ihn gewesen seien, als er versuchte, das Geheimnis der Erschaffung von Leben zu ergründen.

### Außenposten Venus
Ein vorgeschobener Ich-Erzähler trägt den Namen des wirklichen Autors, Nelson Bond, und erhält den Besuch des Dr. Westcott. Der renommierte Psychiater legt Bond ein Manuskript des Francis J. Grayson vor und fleht den Schriftsteller an, die Papiere zu einer Science-Fiction-Story zu verarbeiten. Davon, dass er das tue, könne das Schicksal der Menschheit abhängen. Grayson, ein traumatisierter Luftwaffenflieger, hat die Aufzeichnungen unter Hypnose in automatischem Schreiben angefertigt. Handschrift, Stil und Grammatik weisen erwähnenswerte Schwächen auf und entsprechen nicht Grayson, sondern dem Soldaten Kerry McLeod, der in der Zukunft der 1980er Jahre mit anderen Pionieren die Venus kolonisiert. Westcott weist Bond auf Lücken im Fluss der Erzählung hin, die mit den Zwischenzeiten nicht-hypnotischen Bewusstseins bei Grayson zusammenfallen. Er äußert beim Abschied seine Hoffnung, dass auch Bond das Manuskript als bedeutungsvoll einschätzen werde, und postuliert, dass dessen in der Zukunft lebender Urheber sehr dringlich einen ganz bestimmten Hinweis benötige.
McLeod stellt dar, wie 1985 im Zeichen der Rückkehr des Halleyschen Kometen die pseudoreligiöse Bewegung der Diaristen immer mehr Menschen an sich bindet und sich gegen eine weltweite Staatenföderation erhebt, die mittlerweile auf der Erde die Macht übernommen hat. General Harkrader beauftragt McLeod, Informationen über den Professor Douglas Frisbee zu beschaffen, der zwischen den Fronten einen eigenen Standort einnimmt.
Die weiteren durch McLeod inspirierten Texte berichten davon, wie die Diaristen entscheidende militärische Erfolge erzielen. McLeod bringt Harkrader schließlich auf die Idee, Frisbee aufzusuchen, da dieser über bedeutendes Wissen zu verfügen scheint. Frisbee führt den beiden und ihrem Gyrokopter-Piloten, dem Korporal Babacz, sein Raumschiff Phönix vor, das er heimlich unter Wasser hat bauen lassen. Als die Diaristen Frisbees Anwesen zu bombardieren beginnen, schafft der Professor es, mit seinen Gästen, seiner Tochter Dana und einigen weiteren jungen Leuten zur Venus zu starten. McLeod heiratet unterwegs Dana.
Auf der Venus wird im wuchernden Urwald die Kolonie Neu-Eden errichtet. Als der letzte schwache Kontakt zur Erde abreißt, eröffnet Frisbee seinen Leuten, dass der Komet, wie er es vorausgesehen hat, die Erde berührt hat und deren Bewohner dadurch für mehrere Jahre eingeschläfert worden sind. Der Professor ist sich nicht sicher, ob die Menschen auf der Erde das überleben können. Darüber hinaus hat die Strahlung des Weltalls die Venuskolonisten unfruchtbar gemacht. Bei einer Feuersbrunst wird das Raumschiff zerstört und Frisbee lebensgefährlich verletzt. Auf dem Totenbett teilt er den Leuten mit, dass reines Vitamin A die beschädigten Keimzellen zu regenerieren scheine. Das Feuer hat aber auch die Bibliothek aufgefressen; man verfügt über Labore, kennt aber nicht mehr die Formel des Vitamins. Babacz hat vor dem Brande einige Science-Fiction-Romane, unter anderem von Bond, entwendet. McLeod schildert als Letztes, wie er in hoffnungsloser Stimmung schon einen großen Teil dieser Werke nach der Formel durchstöbert hat. Bond zwingt sich nun, die Formel als ein schematisches Diagramm an das Ende der Erzählung zu setzen, gesteht allerdings ein, dass er sich dadurch lächerlich machen dürfte.

### Der Vogel von den Sternen
Am Observatorium einer Universität stößt der Astronom Dr. Abramson auf die Silhouette eines riesenhaften Vogels, der sich von jenseits der Grenzen des Sonnensystems her dessen Mitte nähert. Der Journalist Flaherty berichtet, wie er und sein Chefredakteur Smitty darüber zunächst nur eine scherzhafte Meldung gebracht haben. Andere Himmelsforscher bestätigen jedoch Abramsons Entdeckung. Gegen vielerlei exotische Erklärungsversuche setzt sich bald die Erkenntnis durch, dass wirklich mit großer Geschwindigkeit ein Vogel auf die Erde zufliegt, der größer ist als Jupiter und rhythmisch in einem unbekannten Äther mit den Flügeln schlägt. Abramson verweist Flaherty auf zahlreiche Legenden, die von einem entsprechenden Vogel verschwommene Kunde zu haben scheinen, und erwähnt auch den Planeten Vulkan, der im 18. Jahrhundert zwischen dem Merkur und der Sonne gesichtet worden, jetzt aber mit Sicherheit nicht mehr da sei. Er hält Flaherty die Unkenntnis der Astronomen vor Augen, wie das Sonnensystem entstanden ist. Die Erde erscheine in ihren geologischen Verhältnissen wie ein riesengroßes Ei. Der Vogel suche seine Brut. Das einzige Mittel, sich zu schützen, sei die Tötung des Kükens, das im Inneren der Erde lebe.
Der Vogel fliegt an der Erde vorbei, umkreist zwei Tage suchend den innersten Begleiter der Sonne und verharrt dann über diesem. Die Menschen beobachten auf der Straße, wie das Ungeheuer einem unbeholfenen Jungen dabei hilft, den Merkur wie eine Schale von sich abzusprengen und in der Wärme der Sonne seine Flügelchen von einer rätselhaften Flüssigkeit zu trocknen, die aus dem Planeten hervorquillt.
Ingenieure aller Länder versuchen von der amerikanischen Wüste aus, das Leben im Inneren ihres Heimatgestirns zu ertöten. Der Vogel begibt sich zur Venus und macht sich dort über längere Zeit mit Dingen zu schaffen, zu denen die Menschen nur Vermutungen anstellen können. Flaherty fürchtet mit den anderen, der Jungvogel unter ihnen könnte vor der Zeit erwachen. Er sagt, er schreibe seinen Bericht nur, um sich von dieser Angst abzulenken – denn in der Frühe habe es in der Erde schon zu klopfen begonnen.

### Nur eine Handvoll Asche
Der Psychiater Dr. Thomas Preston berichtet über einen seiner Patienten, den promovierten Physiker Dr. William Gresham, der ihm durch seine ungewöhnliche Gleichgültigkeit aufgefallen ist. Preston gibt Auszüge aus dem Tagebuch Greshams wieder, in das er nach dem Tod des Patienten Einblick genommen hat und in dem dieser detailliert den Ausbruch und den Verlauf eines Weltkrieges schildert. Gresham zufolge hat der Präsident der Vereinigten Staaten von Amerika verkündet, man werde sich „sofort und selbst mit den schwersten und tödlichsten Waffen“ gegen einen Angriff der Sowjetunion auf Stützpunkte der Vereinten Nationen im fernen Osten zur Wehr setzen. Von Harbin in der (sowjetischen) Mandschurei aus verbreite sich jetzt ein Verhängnis über die Erde, das sich durch ein Beben von einzigartiger Stärke angekündigt habe, mit der Hilfe von Flugzeugen nicht erkundet werden könne und nur durch die aufeinanderfolgenden Massenfluchten und Truppenbewegungen wahrzunehmen sei, die es auslöse. Gresham folgert sehr bald, hier könne nur die neue Wunderwaffe eingesetzt worden sein, die er und seine Kollegen vor Kurzem fertiggestellt haben. Er glaubt genau zu wissen, welche Radiostationen gerade von der langsamen kreisförmigen Ausbreitung der Zerstörung berichten, und beteuert Preston gegenüber, dass er und die anderen Physiker die Gefährlichkeit der Bombe zwar geahnt, aber weit unterschätzt haben. In seinem Tagebuch verfolgt er aufgewühlt, wie die Menschen in die Gebiete ausweichen, die am weitesten von der wachsenden „[pulsierenden] Fläche mit tödlicher, alles vernichtender Ausstrahlung“ entfernt liegen. Schließlich wünscht er Preston, den er mittlerweile für einen verkleideten Insassen des Krankenhauses hält, mit flammender Entschlossenheit Lebewohl. In der folgenden Nacht werden in der Gegend seines Krankenzimmers Schreie gehört. Auf dem Stuhl vor seinem Schreibtisch findet man die Reste seines unbekleideten Körpers zu einer kleinen Menge Asche verkohlt, während das Tagebuch damit endet, wie er die siedende Masse immer näherkommen sieht und das eingedenk seiner Mitschuld bis in den letzten Moment hinein schriftlich zu verarbeiten versucht. Die Mitarbeiter des Krankenhauses denken an einen besonders schweren Fall von Besessenheit. Ein Kollege von Gresham lenkt sie aber darauf, dass der Physiker es für möglich gehalten hat, über die normalen Grenzen der Zeit hinauszuschreiten, und viel mit solchen Dingen experimentiert haben soll.

## Stoff und Form
Außenposten Venus ist aus Bonds Kurzgeschichte The Ultimate Salient (in: Planet, Herbst 1940) umgearbeitet. Jona und das U-Boot wird als eine Abwandlung der biblischen Geschichte von Jona im Bauche des Wals erkannt. Die Bestien von Kios gilt als herausragendes Beispiel von Bonds Meisterschaft in der Konstruktion der Handlung. Gerald W. Page betrachtet Insel der Eroberer und Der Vogel von den Sternen als Beispiele dafür, wie nahe Bonds Welten denen eines Saki bzw. denjenigen John Colliers stehen.
Die Kollektion ist als Ganzes ein Beispiel dafür, wie man nach dem Zweiten Weltkrieg nicht mehr in der gleichen Weise wie bis dahin faszinieren konnte, indem man bloß das Erstaunliche schilderte, sondern als Science-Fiction-Autor bereits genötigt war, auf einer Ebene reiferen Denkens und künstlerischen Empfindens zu arbeiten. Bond schaute die Zukunft dabei allerdings immer noch grundsätzlich als gut und segenbringend.
Es handelt sich um das souveräne Werk eines Altmeisters der Science Fiction (Phantastik-Couch.de), der spritzig und mit Humor das zeitliche Wechselspiel der Ereignisse in seinen Händen wendet und es verwandelt wieder auf die ursprüngliche Grundlage zurückstellt. Hier ist nichts davon zu spüren, dass der Autor sich in irgendeiner Weise vor den inhaltlichen Schwierigkeiten habe beugen müssen, die sich für einen weniger Erfahrenen aufgrund der Kniffligkeit des Logischen, des Technischen und allgemein des Wissenschaftlichen hätten ergeben müssen.